# Топоев, Николай Самуилович
Николай Самуилович Топо́ев (1946 — 2009) — советский и российский архитектор, педагог.

## Биография
Родился 7 августа 1946 года в селе Усть-Есинск (Аскизский район, Республика Хакасия). Окончил МАРХИ в 1971 году.
Работал в Воронежском ГСПИ (1971—1981), главный архитектор проектов института «Воронежгражданпроект» (1981—1984, 1987—1989), заместитель главного архитектора Воронежа (1984—1987), в «Воронежархпроекте» (1989—1990). С 1990 года имеет персональную творческую мастерскую, параллельно сотрудничает с компанией «Апекс», являясь руководителем ее архитектурного отдела (с 1994 года). Одновременно доцент кафедры архитектурного проектирования и градостроительства ВГАСУ (с 1993 года).
Автор многих проектов общественных и жилых зданий в Воронеже, среди которых: вычислительный центр Госбанка, спортзал Института физической культуры, детского центр (с обратной стороны кинотеатра «Пролетарий»), деловой центр (совместно с А. В. Мирошниченко) и гостиница «Апекс» на улице Платонова, учебно-лабораторный корпус №4 Воронежского государственного архитектурно-строительного университета, корпус юридического факультета Воронежского государственного университета, жилой дом на улице Таранченко.
Член СА СССР (1976). Дипломант Всесоюзных конкурсов «Жилые дома в сельской местности» (1978) и «Дворец культуры с залом на 600 мест» (1980). 
Умер 23 июня 2009 года. Похоронен в Воронеже на Коминтерновское кладбище.

## Признание
- Государственная премия РСФСР имени Н. К. Крупской (1990) — за здание Воронежского областного театра кукол.
- На здании Воронежского государственного театра кукол имени В. А. Вольховского (проспект Революции, 50), установлена мемориальная доска.